# Praia da Ponta Negra (Manaus)
Vista aérea da Praia da Ponta Negra.
A Praia da Ponta Negra é uma praia urbana do município de Manaus, capital do estado do Amazonas. Localizada às margens do rio Negro, no bairro homônimo, é um dos principais cartões-postais da cidade.
Possui orla urbanizada, quadras para prática de esporte e um anfiteatro, onde são realizadas apresentações musicais, espetáculos teatrais e outras atrações, tornando-a um dos principais pontos turísticos da capital amazonense.

## História

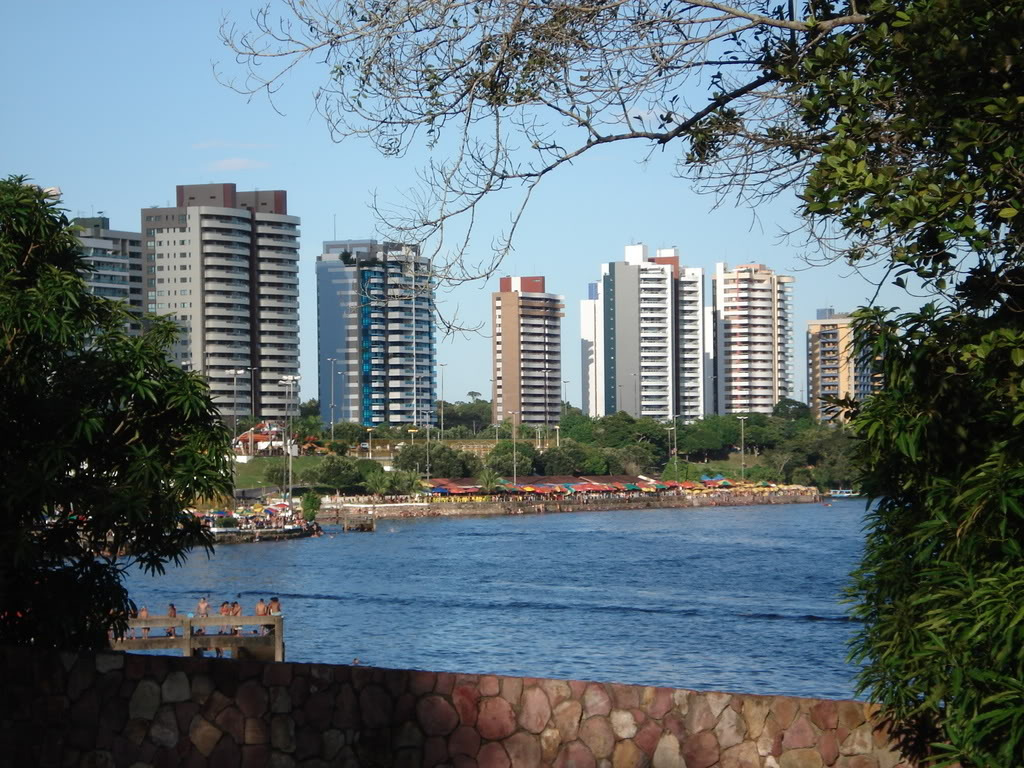
Panorama dos edifícios da Ponta Negra em 2007.

Originalmente foi habitada pelos manáos, que deram origem ao nome da cidade. Possui uma infraestrutura que a transformou, em um dos principais pontos turísticos da cidade e ponto de encontro de pessoas de todas as idades.
Construído na década de 90, o complexo de lazer da Ponta Negra modernizou cerca de 2 km da orla do rio Negro, no extremo oeste da cidade, dotando este espaço com quadras de esportes, bares e diversos outros serviços. Porém, sem receber qualquer tipo de manutenção durante os anos seguintes, o local foi se deteriorando pouco a pouco até ficar quase que completamente abandonado. Um contraste gritante quando pensamos que o complexo está localizado no bairro mais nobre de Manaus, com seus luxuosos edifícios residenciais.
Em meados dos anos 2000, na gestão do prefeito Amazonino Mendes, a região passou por uma enorme reforma e foi totalmente reurbanizada, entre as novidades da reforma destacam-se o novo calçadão com pedras portuguesas, inspirado no piso do Largo de São Sebastião, escadaria, anfiteatro, passarela, praça na rotatória com chafariz e espelho d’água, com fonte que funciona com música e iluminação a LED, além de três mirantes com vista para o rio Negro na Praça da Marinha. A Ponta Negra ganhou ainda novos estacionamentos e jardins.

## Características
Principal e mais urbanizada praia fluvial da cidade, está localizada às margens do rio Negro, segundo rio mais importante da bacia hidrográfica do Amazonas. O complexo possui uma infraestrutura que o transformou em um dos principais pontos turísticos da cidade. A praia, com seus calçadões, anfiteatro, areias finas e água morna, oferece aos seus visitantes conforto, amplo estacionamento, restaurantes com comidas regionais, mirante, píer, complexo comercial e áreas para esporte e lazer. É um complexo turístico moderno e completo, que ainda conta com um anfiteatro onde ocorrem apresentações artísticas nacionais e internacionais.

## Eventos

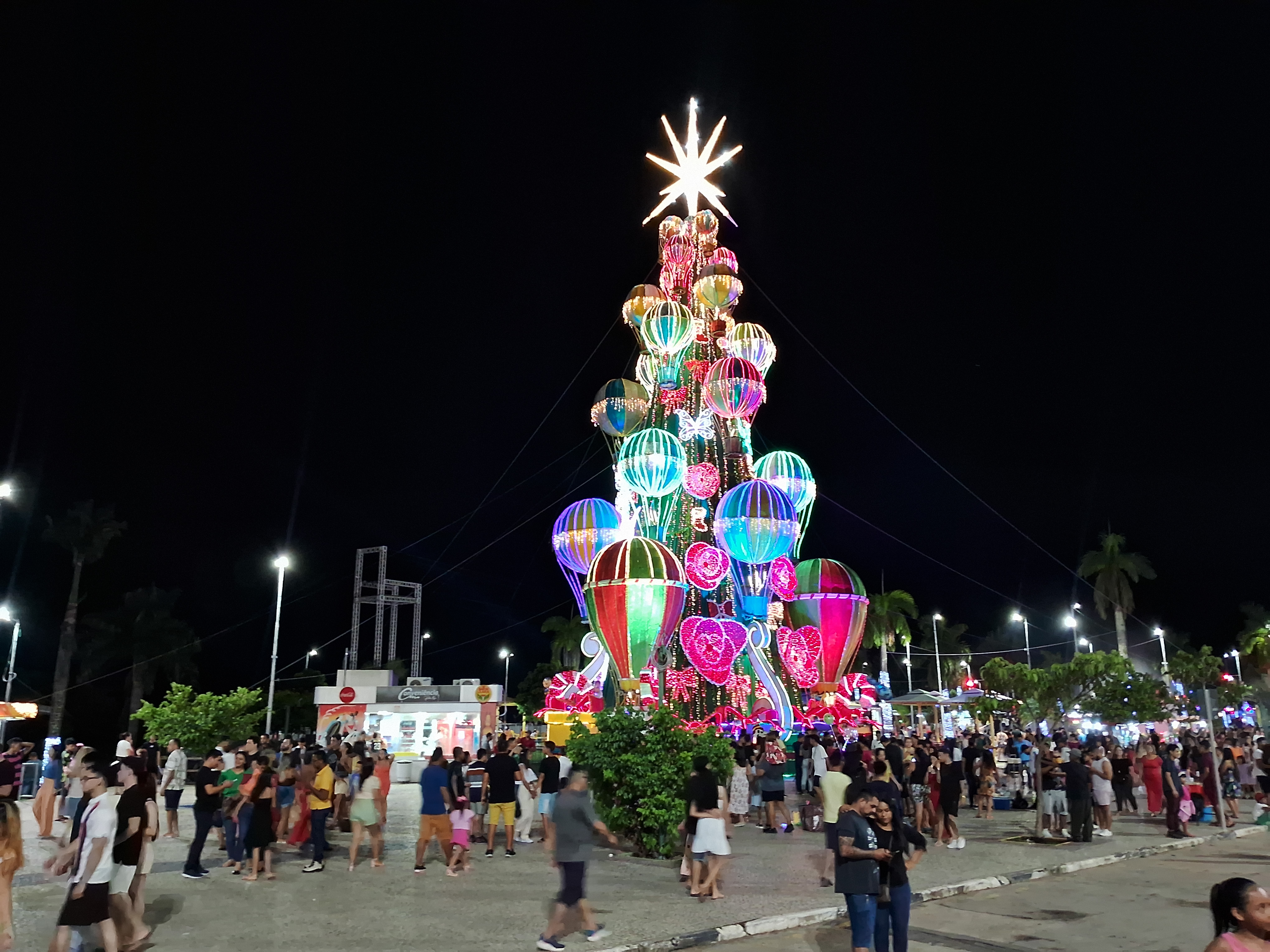
Árvore de natal da cidade de Manaus em 2023.

A praia, com seus calçadões de ladrilhos hidráulicos com iluminação noturna a vapor de sódio, anfiteatro, areias finas e água morna, oferece a seu visitante confortos como estacionamento e restaurantes com comidas típicas, o que faz da praia um complexo turístico moderno e completo.

### Copa do Mundo da FIFA
Lá acontece um grande número de apresentações artísticas nacionais e internacionais, como por exemplo a Fifa Fan Fest em 2014. Disponibiliza uma ampla oferta de cultura a seus frequentadores, que muitas vezes buscam ainda a prática de exercícios e esportes ou simplesmente apreciar as belezas naturais do local. 

### Natal
Todos os anos, a Prefeitura Municipal de Manaus enfeita a avenida Coronel Teixeira, os edifícios e as árvores com decorações natalinas. Também é instalada uma imensa árvore de natal na orla da Ponta Negra.

### Réveillon
Para a comemorar a chegada do Ano-Novo, todos os anos acontece um show pirotécnico de 10 minutos na Praia da Ponta Negra. Em 31 de dezembro de 2012, a celebração reuniu cerca de 300 mil pessoas na orla da cidade. É o maior réveillon da região Norte do Brasil.